# 罗恩·戴维森
罗恩·戴维森（英語：Ron Davidson，1958年7月16日—），加拿大男子冰球运动员，场上位置是前锋。他曾代表加拿大国家队参加1980年冬季奥林匹克运动会冰球比赛，获得第6名。